# Geert Sels
Geert Sels (1965) is een Belgische journalist, schrijver, germanist en theaterwetenschapper die als cultuurjournalist werkt voor De Standaard.
Sels studeerde Germaanse filologie, Theaterwetenschap en Kunst- en Cultuurbeleid aan de KU Leuven.
Nadat hij als journalist had gewerkt voor de Vlaamse omroep VRT en dagblad De Morgen werd hij in 1996 redacteur bij De Standaard. Daar schreef hij als cultuurredacteur  over theater, later vooral over architectuur, cultuurbeleid, kunstvervalsing en roofkunst. Daarnaast is hij als onderzoeker verbonden aan CegeSoma.

## Erkenning
In 2014 werd zijn serie artikelen over nazikunst onderscheiden met De Loep in de categorie ‘geschreven journalistiek’. De jury bekroonde zijn artikelen omdat hij in zijn Dossier Naziroofkunst de duidelijkste onderzoeksjournalistieke methode heeft gebruikt. Het gaat om oerdegelijke onderzoeksjournalistiek. Zijn journalistieke onderzoek naar verdwenen schilderijen kreeg in 2016 een vervolg met artikelen over schilderijen die tijdens de oorlog uit België waren verdwenen. Een jaar daarna schreef Sels in themanummer Kunst voor Das Reich voor het magazine Openbaar Kunstbezit Vlaanderen, dat de herkomst van de oorlogskunst in de Belgische musea niet goed bekend is. In 2022 is Sels bezig met het schrijven van een boek over het zoeken naar naziroofkunst uit België.

## Prijzen
- De Loep 2014